# Mortimer Wheeler
Robert Eric Mortimer Wheeler (ur. 10 września 1890, zm. 22 lipca 1976) – brytyjski archeolog, twórca metody siatki kwadratów (zwanej też siatką Wheelera) stosowanej przy eksploracji stanowisk archeologicznych. Był doskonałym organizatorem – założył kilka muzeów narodowych i służb archeologicznych w Wielkiej Brytanii i Indiach. Pisał również książki popularyzujące archeologię oraz był prekursorem w zakresie programów telewizyjnych poświęconych archeologii.

## Życiorys
Urodził się 10 września 1890 roku w Glasgow jako najstarszy syn dziennikarza Roberta Mortimera Wheelera i Emily Baynes. W latach 1899 do 1904 uczęszczał do Bradford Grammar School. Po przeprowadzce do Londynu został samoukiem spędzając dużo czasu w muzeach i galeriach sztuki co pozwoliło mu osiągnąć stopień BA w 1910 roku i MA w 1912 roku. W 1913 roku rozpoczął praktyki jako archeolog w Niemczech, na podstawie których napisał i obronił pracę doktorską. W 1914 poślubił Tessę Verney, również archeolog, z którą prowadził późniejsze prace archeologiczne. W czasie I wojny światowej był instruktorem w wojskach artyleryjskich. W październiku 1917 służył na froncie we Włoszech i Belgii, za co został odznaczony Krzyżem Wojskowym. Po wojnie rozpoczął pracę w Muzeum Narodowym Walii i wykładał archeologię na Uniwersytecie Cardiff. Wraz z żoną prowadził wykopaliska m.in. w Segontium (1920-21), Y Gaer (1924-25), Isca Augusta (1926).